# تايلر وينكليفوس
تايلر وينكليفوس (مواليد 21 أغسطس 1981) (بالإنجليزية: Tyler Winklevoss) رجل أعمال ومُجدّف أمريكي، مؤسس (Winklevoss Capital Management). قد شارك في مسابقة التجديف بين زوجي الرجال في أولمبياد بكين 2008 مع شقيقه التوأم وشريكه في التجديف كاميرون وينكليفوس. شارك وينكليفوس في تأسيس HarvardConnection (سمي فيما بعد ConnectU) مع شقيقه كاميرون وزميلهما في جامعة هارفارد ديفيا ناريندرا. في عام 2004، أقام الأخوان وينكليفوس دعوى قضائية ضد مارك زوكربيرج، مدعيان أنه سرق فكرة ConnectU لإنشاء موقع خدمة التواصل الاجتماعي الأكثر شعبية فيسبوك.

## روابط خارجية
- تايلر وينكليفوس على موقع IMDb (الإنجليزية)
- تايلر وينكليفوس على موقع أول موفي (الإنجليزية)
- تايلر وينكليفوس على موقع كينوبويسك (الروسية)
- تايلر وينكليفوس على موقع الاتحاد الدولي للتجديف (الإنجليزية)
- تايلر وينكليفوس على موقع اللجنة الأولمبية الدولية (الإنجليزية)
- تايلر وينكليفوس على موقع أوليمبيديا (الإنجليزية)